# SuperDraft de la MLS 2021
El SuperDraft de 2021 fue el 22.º evento de este tipo para la Major League Soccer, el mismo se llevó a cabo de forma virtual el 21 de enero debido a la Pandemia de COVID-19. Consistió de tres rondas de veintisiete cada una, y una ronda complementaria.

## Primera Ronda
|  | Miembro de Generación Adidas |

| N.º | Jugador            | Equipo de la MLS                                        | Universidad/Proyecto/Club                               | Posición       | Imagen |
| --- | ------------------ | ------------------------------------------------------- | ------------------------------------------------------- | -------------- | ------ |
| 1   | Daniel Pereira     | Austin FC                                               | Instituto Politécnico y Universidad Estatal de Virginia | Centrocampista |        |
| 2   | Calvin Harris      | FC Cincinnati                                           | Universidad de Wake Forest                              | Delantero      |        |
| 3   | Philip Mayaka      | Colorado Rapids (desde Houston Dynamo)                  | Universidad Clemson                                     | Centrocampista |        |
| 4   | Kimarni Smith      | D.C. United                                             | Universidad Clemson                                     | Delantero      |        |
| 5   | Michael DeShields  | D.C. United (desde Atlanta United)                      | Universidad de Wake Forest                              | Defensa        |        |
| 6   | Ethan Bartlow      | Houston Dynamo (desde Chicago Fire vía Colorado Rapids) | Universidad de Washington                               | Defensa        |        |
| 7   | Bret Halsey        | Real Salt Lake                                          | Universidad de Virginia                                 | Defensa        |        |
| 8   | Derek Dodson       | Portland Timbers (desde Los Angeles Galaxy)             | Universidad de Georgetown                               | Delantero      |        |
| 9   | David Egbo         | Vancouver Whitecaps FC                                  | Universidad de Akron                                    | Delantero      |        |
| 10  | Joshua Penn        | Inter de Miami                                          | Universidad de Indiana Bloomington                      | Delantero      |        |
| 11  | Freddy Kleemann    | Austin FC (desde Club de Foot Montréal)                 | Universidad de Washington                               | Defensa        |        |
| 12  | Thomas Williamson  | San Jose Earthquakes                                    | Universidad de California en Berkeley                   | Delantero      |        |
| 13  | Luther Archimede   | New York Red Bulls                                      | Universidad de Siracusa                                 | Delantero      |        |
| 14  | Daniel Trejo       | Los Angeles FC                                          | Universidad Estatal de California, Northridge           | Delantero      |        |
| 15  | Nicky Hernandez    | FC Dallas (desde Colorado Rapids)                       | Universidad Metodista del Sur                           | Centrocampista |        |
| 16  | Josh Drack         | Los Angeles Galaxy (desde Portland Timbers)             | Universidad de Denver                                   | Delantero      |        |
| 17  | Justin McMaster    | Minnesota United (desde New York City FC)               | Universidad de Wake Forest                              | Delantero      |        |
| 18  | Nabilai Kibunguchy | Minnesota United (desde Toronto FC)                     | Universidad de California en Davis                      | Defensa        |        |
| 19  | Rio Hope-Gund      | Orlando City (desde Philadelphia Union)                 | Universidad de Georgetown                               | Defensa        |        |
| 20  | Irakoze Donasiyano | Nashville SC                                            | Universidad de Virginia                                 | Delantero      |        |
| 21  | Aedan Stanley      | Austin FC (desde FC Dallas vía Colorado Rapids)         | Universidad Duke                                        | Defensa        |        |
| 22  | Brandon Hackenberg | Orlando City                                            | Universidad Estatal de Pensilvania                      | Defensa        |        |
| 23  | Javain Brown       | Vancouver Whitecaps FC (desde Sporting Kansas City)     | Universidad del Sur de Florida                          | Defensa        |        |
| 24  | Edward Kizza       | New England Revolution                                  | Universidad de Pittsburgh                               | Defensa        |        |
| 25  | Matt Di Rosa       | Minnesota United                                        | Universidad de Maryland                                 | Centrocampista |        |
| 26  | Aimé Mabika        | Inter de Miami (desde Seattle Sounders FC)              | Universidad de Kentucky                                 | Defensa        |        |
| 27  | Justin Malou       | Columbus Crew                                           | Universidad Clemson                                     | Defensa        |        |

## Segunda Ronda
|  | Miembro de Generación Adidas |

| N.º | Jugador                | Equipo de la MLS                                                   | Universidad/Proyecto/Club                               | Posición       | Imagen |
| --- | ---------------------- | ------------------------------------------------------------------ | ------------------------------------------------------- | -------------- | ------ |
| 28  | Daniel Steedman        | Austin FC                                                          | Universidad de Virginia                                 | Delantero      |        |
| 29  | Avionne Flanagan       | FC Cincinnati                                                      | Universidad del Sur de Florida                          | Defensa        |        |
| 30  | Kristofer Strickler    | Houston Dynamo                                                     | Instituto Politécnico y Universidad Estatal de Virginia | Delantero      |        |
| 31  | Josh Bauer             | Atlanta United (desde D.C. United)                                 | Universidad de Nuevo Hampshire                          | Defensa        |        |
| 32  | Logan Panchot          | D.C. United (desde Atlanta United)                                 | Universidad Stanford                                    | Centrocampista |        |
| 33  | Jackson Ragen          | Chicago Fire                                                       | Universidad de Míchigan                                 | Defensa        |        |
| 34  | Elijah Amo             | Real Salt Lake                                                     | Universidad de Louisville                               | Delantero      |        |
| 35  | Preston Judd           | Los Angeles Galaxy                                                 | Universidad de Denver                                   | Delantero      |        |
| 36  | Tom Judge              | Nashville SC (desde Vancouver Whitecaps FC)                        | Universidad James Madison                               | Defensa        |        |
| 37  | Joseph Hafferty        | Inter de Miami                                                     | Universidad Estatal de Oregón                           | Defensa        |        |
| 38  | Sean O'Hearn           | Minnesota United (desde Club de Foot Montréal)                     | Universidad de Georgetown                               | Defensa        |        |
| 39  | George Asomani         | San Jose Earthquakes                                               | Universidad Estatal de Carolina del Norte               | Centrocampista |        |
| 40  | Lamine Conte           | New York Red Bulls                                                 | Universidad de Louisville                               | Centrocampista |        |
| 41  | CC Uche                | Los Angeles FC                                                     | Universidad Estatal de Ohio                             | Defensa        |        |
| 42  | Dawson McCartney       | Portland Timbers                                                   | Dartmouth College                                       | Centrocampista |        |
| 43  | Ben Di Rosa            | New York City FC                                                   | Universidad de Maryland                                 | Defensa        |        |
| 44  | Nathaniel Crofts       | Toronto FC                                                         | Universidad de Virginia                                 | Delantero      |        |
| 45  | Eric Iloski            | Vancouver Whitecaps FC (desde Philadelphia Union vía Nashville SC) | Universidad de California en Los Ángeles                | Centrocampista |        |
| 46  | Christian Pinzón       | Chicago Fire (desde Nashville SC)                                  | Universidad Estatal de California en Fullerton          | Delantero      |        |
| 47  | Colin Shutler          | FC Dallas                                                          | Universidad de Virginia                                 | Guardameta     |        |
| 48  | Andrew Pannenberg      | Orlando City                                                       | Universidad de Wake Forest                              | Guardameta     |        |
| 49  | Matt Constant          | Sporting Kansas City                                               | Universidad de Carolina del Norte en Chapel Hill        | Defensa        |        |
| 50  | Francois Dulysse       | New England Revolution                                             | Manhattan College                                       | Defensa        |        |
| 51  | Joshua Jackson-Ketchup | Columbus Crew (desde Minnesota United)                             | Universidad Estatal de Ohio                             | Defensa        |        |
| 52  | Joel Harrison          | Vancouver Whitecaps FC (desde Seattle Sounders FC)                 | Universidad de Míchigan                                 | Defensa        |        |
| 53  | Jonas Fjeldberg        | FC Cincinnati (desde Columbus Crew)                                | Universidad de Dayton                                   | Centrocampista |        |

## Tercera Ronda
|  | Miembro de Generación Adidas |

| N.º | Jugador              | Equipo de la MLS                                     | Universidad/Proyecto/Club                        | Posición       | Imagen |
| --- | -------------------- | ---------------------------------------------------- | ------------------------------------------------ | -------------- | ------ |
| 54  | Noah Lawrence        | Austin FC                                            | Universidad Estatal de Ohio                      | Guardameta     |        |
| 55  | Matthew Vowinkel     | FC Cincinnati                                        | Universidad Hofstra                              | Delantero      |        |
| 56  | Brandon Terwege      | Houston Dynamo                                       | Universidad Metodista del Sur                    | Defensa        |        |
| 57  | Aiden McFadden       | Atlanta United                                       | Universidad de Notre Dame                        | Centrocampista |        |
| 58  | Mitch Guitar         | Chicago Fire                                         | Universidad de Wisconsin-Madison                 | Centrocampista |        |
| 59  | Aris Briggs          | Real Salt Lake                                       | Universidad Estatal de Georgia                   | Delantero      |        |
| 60  | Giuseppe Barone      | Club de Foot Montréal (desde Vancouver Whitecaps FC) | Universidad Estatal de Míchigan                  | Centrocampista |        |
| 61  | Paul Rothrock        | Toronto FC (desde Inter de Miami)                    | Universidad de Georgetown                        | Centrocampista |        |
| 62  | AJ Marcucci          | New York Red Bulls                                   | Connecticut College                              | Guardameta     |        |
| 63  | Álvaro Quezada       | Los Angeles FC                                       | Universidad de California en Irvine              | Delantero      |        |
| 64  | Diego Gutiérrez      | Portland Timbers                                     | Universidad Creighton                            | Delantero      |        |
| 65  | Vuk Latinovich       | New York City FC                                     | Universidad de Wisconsin-Milwaukee               | Centrocampista |        |
| 66  | Jon-Talen Maples     | Toronto FC                                           | Universidad Metodista del Sur                    | Centrocampista |        |
| 67  | Sondre Norheim       | Nashville SC (desde Philadelphia Union)              | Universidad de Siracusa                          | Defensa        |        |
| 68  | Tor Saunders         | Nashville SC                                         | Universidad de Carolina Costera                  | Guardameta     |        |
| 69  | Thibaut Jacquel      | FC Dallas                                            | Universidad Campbell                             | Defensa        |        |
| 70  | Mark Salas           | FC Dallas (desde Orlando City)                       | Universidad de Carolina del Norte en Chapel Hill | Defensa        |        |
| 71  | Jamil Roberts        | Sporting Kansas City                                 | Universidad Marshall                             | Delantero      |        |
| 72  | Giovanni Montesdeoca | FC Dallas (desde Minnesota United)                   | Universidad de Carolina del Norte en Chapel Hill | Delantero      |        |
| 73  | TJ Bush              | Seattle Sounders FC                                  | Universidad James Madison                        | Guardameta     |        |

## Ronda Complementaria
|  | Miembro de Generación Adidas |

| N.º | Jugador        | Equipo de la MLS                       | Universidad/Proyecto/Club               | Posición  | Imagen |
| --- | -------------- | -------------------------------------- | --------------------------------------- | --------- | ------ |
| 74  | Rene blanco    | Real Salt Lake (desde Colorado Rapids) | Instituto de Tecnología de Nueva Jersey | Delantero |        |
| 75  | Leroy Enzugusi | Nashville SC (desde Minnesota United)  | Universidad Drake                       | Delantero |        |

## Selecciones por Posición
| Ronda          | Portero | Defensa | Mediocampista | Delantero | Totales |
| -------------- | ------- | ------- | ------------- | --------- | ------- |
| Primera        | 0       | 11      | 4             | 12        | 27      |
| Segunda        | 2       | 12      | 6             | 6         | 26      |
| Tercera        | 4       | 4       | 6             | 6         | 20      |
| Complementaria | 0       | 0       | 0             | 2         | 2       |
| Totales        | 6       | 27      | 16            | 26        | 75      |